# Гуминский, Марк Викторович
Марк Викторович Гуминский (13 сентября 1919, Верный, Туркестанская АССР — 6 марта 2000, Кривой Рог, Днепропетровская область) — советский учёный в области горного дела, горный инженер. Доктор технических наук (1966), профессор (1967).

## Биография
Родился 13 сентября 1919 года в городе Верный (ныне Алматы).
В 1942 году окончил Казахский горно-металлургический институт.
В 1942—1945 году — начальник участка, заместитель главного инженера Красноградского рудника треста «Красноградмедьруда».
С 1949 года работал в Криворожском горнорудном институте: с 1951 года — декан горного факультета, в 1954—1986 годах — заведующий, в 1986—2000 годах — профессор кафедры шахтного строительства и проведения горных выработок. В 1957 году организовал на кафедре лабораторию фотоупругости.
В 1969—1976 годах — глава правления криворожского городского общества «Знание».
Умер 6 марта 2000 года в городе Кривой Рог.

## Научная деятельность
Специалист в области горного давления. Автор более 100 научных работ, 5 изобретений. Подготовил 14 кандидатов технических наук.
Основные научные работы посвящены физико-механическим свойствам горных массивов и проблемам управления горным давлением. Исследовал проблематику напряжённого состояния подземных сооружений с целью управления горным давлением и устойчивость целиков в подземных выработках.

### Научные труды
- Анализ потерь и разубоживания железной руды на рудниках Криворожского бассейна / М., 1955;
- Комбинированная крепь для поддержания камер большого поперечного сечения // Шахтное строительство. — 1981. № 1 (в соавторстве);
- Выбор параметров крепи камер большого сечения // Шахтное строительство. — 1988. № 5 (в соавторстве);
- Определение границы зоны неупругих деформаций в кровле горизонтальных выработок прямоугольного сечения // Разработка рудных месторождений. — Кривой Рог, 1998. — Вып. 63.

## Награды
- Заслуженный работник высшей школы УССР (1975).